# J. M. Cohen
John Michael Cohen (* 5. Februar 1903 in London; † 19. Juli 1989) war ein englischer Übersetzer, Autor und Literaturkritiker.

## Leben
Cohen studierte an der Cambridge University und erlernte in der Zeit des Zweiten Weltkrieges autodidaktisch die französische, spanische und russische Sprache. 1946 begann er seine Laufbahn als Übersetzer mit Übersetzungen von Gedichten Boris Pasternaks. Große Anerkennung fand seine 1950 in der Reihe Penguin Classics erschienene Übersetzung von Miguel de Cervantes’ Don Quixote. 
Ebenfalls bei Penguin erschienen seine Übersetzungen von Werken Jean-Jacques Rousseaus, François Rabelais’ und Michel de Montaignes. Er war mehrere Jahre Assistent von E. V. Rieu als Herausgeber von Penguin Classics und stellte dort drei Bände Comic and Curious Verse und Anthologien lateinamerikanischer und kubanischer Literatur zusammen. Mit seinem Sohn Mark Cohen gab er das Penguin Dictionary of Quotations und das Dictionary of Modern Quotations heraus.
Von einer Reise nach Argentinien, bei der er Jorge Luis Borges kennenlernte, rührte sein Interesse für lateinamerikanische Literatur her. Er übersetzte Werke von Julio Cortázar, Octavio Paz, José Donoso, Carlos Fuentes, César Vallejo, Gabriela Mistral, Alejo Carpentier, João Guimarães Rosa, Pablo Neruda, Jorge Luis Borges und José Lezama Lima und machte englische Verleger auf Gabriel García Márquez aufmerksam. In Havanna war er 1965 Juror beim Casa de las Américas Poetry Prize und 1968 beim Julián del Casal Poetry Prize, den der kubanische Dissident Heberto Padilla mit seinem Buch Fuera del juego gewann. 
Daneben verfasste Cohen literaturkritische und biographische Werke, redigierte und moderierte Programme für die BBC und gab mehrere bedeutende Anthologien heraus: A History of Western Literature (1956), Poetry of this Age (1959) und The Baroque Lyric (1963).